# Dues dones davant d'una finestra
Dues dones davant d'una finestra (en anglès, Two Women in Front of a Window) és una pintura a l'oli de Pablo Picasso realitzada el 1927. Actualment s'exposa al Museu de Belles Arts de Houston.
Picasso oposa una dona fortament geometrizada amb un rostre compost per perfils arrodonits, cosa que recorda a les divisions planes de les pintures de Picasso de les dues dècades anteriors.
L'autor pivota entre un cubisme primerenc (la dona de l'esquerra) i un interès pel nou moviment surrealista, visible a la part dreta. Les traces fluides del rostre de la dreta van estar influïdes per la feina de Picasso en els decorats i els figurins del ballet Mercure, i pel retrobament amb l'escultor Juli González mentre creava l'obra. Hom ha interpretat que la dona de l'esquerra podria representar la seva dona Olga, pintada amb duresa i de forma angluar, i que la dona de l'esquerra podria ser la seva amant del moment, Marie-Thérèse Walter, amb un aspecte atractiu, delicat i fantasmal, com si es tractés d'un somni.
Coincidint amb el cinquantè aniversari del Museu Picasso, aquest museu va exposar l'obra des del febrer al juny de 2013.